# EBuddy
eBuddy는 채팅 웹사이트로, 스마트폰에서는 윈도우 폰 7, 심비안 OS, 안드로이드, iOS에서 지원하고 있다.